# RAF Lossiemouth
La Royal Air Force Lossiemouth ou plus communément la RAF Lossiemouth (ou Lossie), est une base aérienne situé à l'extrémité ouest de la ville de Lossiemouth, dans le Nord-Est de l'Écosse.
Lossiemouth est l’une des bases les plus grandes et les plus fréquentées par les avions de chasse de la Royal Air Force. Elle est réputée pour sa proximité avec les zones d’entraînement en Écosse et pour ses conditions de vol favorables. Depuis la fermeture de la base de RAF Leuchars en 2015, Lossiemouth est la seule base opérationnelle de la RAF en Écosse et l'une des deux principales bases opérationnelles accueillant l'Eurofighter Typhoon au Royaume-Uni. Il abrite trois escadrons qui opèrent sur Typhoon (No. 1 Squadron RAF, No. 2 Squadron RAF et le No. 6 Squadron RAF (en)), qui contribuent chacun à la Quick Reaction Alert, assurant la protection de l'espace aérien britannique.
La base a ouvert ses portes en 1939 et était exploitée par la RAF, principalement par le Bomber Command, jusqu'en 1946, date à laquelle elle a été transférée à la Fleet Air Arm (FAA) et a pris le nom de RNAS Lossiemouth ou HMS Fulmar. Lossiemouth a été utilisée comme station d’entraînement par la FAA jusqu’à ce qu’elle soit restituée à la RAF en septembre 1972.
Des investissements dans l'infrastructure sont prévus à Lossiemouth afin de pouvoir accueillir la nouvelle flotte d'avions Boeing Poseidon MRA1 de la RAF, qui devraient entrer en service en 2020. Un autre escadron de Typhoons devrait s'installer en avril 2019.

## Historique

### Construction (1938–1939)
Les travaux de construction ont débuté à l'été 1938, lorsque 220 hectares de terres agricoles ont été achetés afin de pouvoir accueillir l'aérodrome. Le Group captain P.E Maitland, a été le premier commandant de la base et a pris ses fonctions en mars 1939. La base a officiellement ouvert ses portes le 1er mai 1939. La première unité à s'installer à Lossiemouth est la No. 15 Flying Training School RAF (en) (15 FTS), initialement équipée de treize Airspeed Oxfords et de cinq Hawker Harts. Les aéronefs ont été entreposés à l’air libre jusqu’à l’achèvement des premiers hangars en août 1939. Le même mois a été tragique lorsque trois membres d'équipage ont été tués lors d’une collision en plein air entre deux Oxfords.

### Seconde Guerre Mondiale (1939–1945)
Au début de la Seconde Guerre mondiale, un détachement de Seaforth Highlanders fut envoyé à Lossiemouth pour garder la base et des défenses anti-aériennes furent installées. L’activité aérienne a augmenté : le 15 FTS a reçu plus d’Oxford et de Harts ainsi que des North American Harvard; onze Fairey Battles ont également été livrées pour stockage. Les premiers avions de première ligne à opérer à partir de Lossiemouth appartenaient à un détachement de douze bombardiers Vickers Wellington appartenant au No. 99 Squadron RAF (en), arrivés en novembre 1939 pour prendre part à des missions d'attaque visant le croiseur allemand Deutschland, opérant entre l'Islande et les îles Shetland. En janvier 1940, des Handley Page Hampdens, du No. 44 Squadron RAF (en) et le No. 50 Squadron RAF (en), sont détachés pour participer à des patrouilles offensives au-dessus de la mer du Nord. Toutefois, l’opération n’a duré que peu de temps en raison du mauvais temps, les appareils étant rentrés à leur base d’origine à la mi-février.

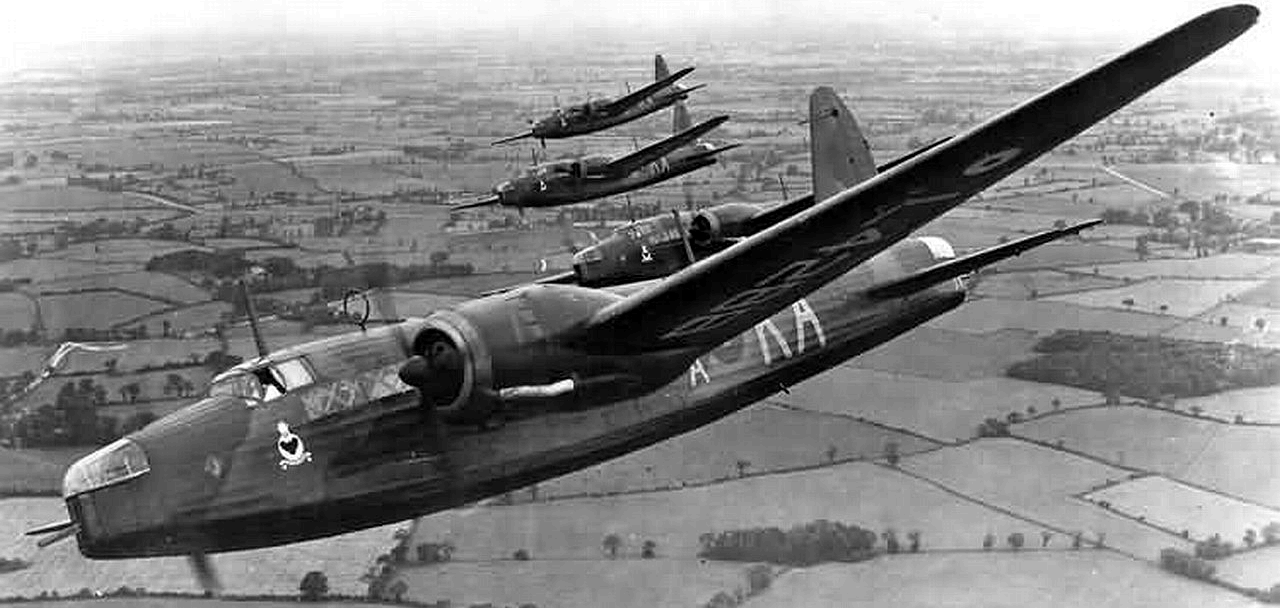
Des bombardiers Vickers Wellington du No. 9 Squadron.

Un détachement du No. 9 Squadron RAF (en) a passé une courte période avec ses Wellingtons en avril 1940, avant d’être remplacé par le No. 107 Squadron RAF (en) et le No. 110 Squadron RAF (en) équipés de Bristol Blenheims. Au cours de cette période, un avion opérant depuis Lossiemouth a été le premier à perdre face à l'action ennemie lorsque trois Blenheim ont été abattus au-dessus de la Norvège.
Il est vite apparu que les détachements fréquents d’avions-bombardiers perturbaient le programme d’entraînement à Lossiemouth. Par conséquent, en raison de l’importance stratégique de la station en tant que base pour avions-bombardiers, il a été décidé de transférer le 15 FTS sur la RAF Middle Wallop dans le Hampshire. Le 27 avril 1940, après le départ de l’unité, Lossiemouth fut transféré au No. 6 Group RCAF (en) du RAF Bomber Command et au No. 20 Operational Training Unit (20 OTU), opérant initialement avec des Wellingtons et des Avro Ansons.
La No. 46 Maintenance Unit (46 MU) est également créée en avril 1940. Le rôle du 46 MU consiste à modifier et à équiper les nouveaux aéronefs avant leur envoi aux escadrons de première ligne. Divers aéronefs ont été réparés, dont des Hawker Hurricanes, des De Havilland Tiger Moths, des Hawker Audaxes et des de Havilland DH.87 Hornet Moth. L'unité utilisait principalement six hangars Robin et huit hangars Super Robin. Toutefois, en raison d'un manque d'espace, de nombreux aéronefs étaient entreposés dans des champs à l'extérieur de la station. Le premier aérodrome satellite de Lossiemouth, situé à 16 km au sud de Bogs of Mayne, connu sous le nom de RAF Elgin (en), a ouvert ses portes en juin 1940.
Un officier et deux membres d'équipage ont été tués le 26 octobre 1940 lorsque la RAF Lossiemouth a été attaquée par la Luftwaffe pour la première fois. L’attaque de trois Heinkel He 111 a entraîné la destruction de deux Blenheim et des dégâts sur deux Miles Magisters, deux Tiger Moths et un Hurricane. Trois hangars ont également été endommagés. Les trous résultant des tirs de canons sont toujours visibles aujourd'hui. L'un des Heinkel s'est écrasé sur le terrain d'aviation, après avoir été touché par des tirs au sol ou détruit par ses propres bombes. Les quatre membres de l'équipage sont enterrés dans le cimetière de Lossiemouth. À la suite du raid, les Hurricanes du No. 232 Squadron RAF (en) ont été déplacés vers la RAF Elgin pour protéger la zone des attaques.

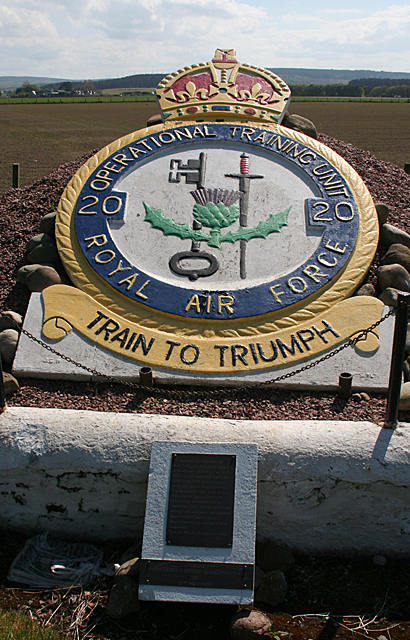
Mémorial du 20 OTU à Bogs of Mayne.

Au début de 1941, l’activité aérienne était limitée en raison du mauvais état de l’aérodrome; l’amélioration des conditions météorologiques au printemps a entraîné une augmentation des activités du 20 OTU et du 46 MU, ainsi que des détachements de bombardiers ininterrompus. Les sorties opérationnelles étaient principalement entreprises par les Blenheims du No. 21 Squadron RAF (en), du No. 82 Squadron RAF (en), du No. 110 Squadron et du No. 114 Squadron RAF (en). À l'hiver 1941, l'aérodrome était devenu si boueux que les Wellington du 20 OTU furent temporairement transférés sur la RAF Lakenheath, dans le Suffolk. L'augmentation de l'activité du 46 MU a entraîné la création de deux aires d'atterrissage satellites (SLG) pour stocker les aéronefs hors site. Celles-ci se trouvaient sur la RAF Black Isle (42 SLG), où étaient conservés les Bristol Beaufighters, et sur la RAF Leanach (43 SLG), près de Culloden, où étaient entreposés les Hurricanes et les Supermarine Spitfires.
Lossiemouth a été utilisé en 1942 comme base pour lancer plusieurs missions infructueuses visant à couler le cuirassé allemand Tirpitz, qui à l'époque, opérait dans les fjords norvégiens. Les premières missions ont été entreprises en janvier 1942 par un détachement de treize Short Stirlings du No. 15 Squadron RAF et du No. 149 Squadron RAF (en) et de treize Handley Page Halifaxes du No. 10 Squadron RAF et du No. 76 Squadron RAF (en). Les Avro Lancasters du No. 44 Squadron et les Halifaxes du No. 10 Squadron ont lancé en mars d’autres tentatives. Les Lancasters du No. 9 Squadron ont par la suite rejoint l’opération. En 1942, de nombreux accidents impliquant les aéronefs du 20 OTU ont également eu lieu, entraînant la mort et des blessures graves. Ces accidents ont été attribués à une combinaison d’aéronefs fatigués, d’équipages inexpérimentés et de mauvaises conditions météorologiques. Des aviateurs du 20 OTU ont également participé à des raids de bombardement sur des villes allemandes tout au long de 1942, l'avion d'entraînement étant nécessaire pour atteindre le nombre cible de 1000 bombardiers par raid. Les premières pistes recouvertes de l’aérodrome (06/24 - 1 828 m; 09/27 - 1 371 m; 01/19 - 1 280 m) ont été construites par un bataillon d’ingénieurs de l’US Army Air Force à la fin de 1942 et a contribué à réduire les interruptions de vol dues aux mauvaises conditions météorologiques. Une nouvelle tour de contrôle a également été construite.
En septembre 1943, les Wellingtons du 20 OTU se rendirent sur le deuxième aérodrome de Lossiemouth, RAF Milltown, situé à environ 5 km au sud-est. À partir de ce moment là, les hommes du 46 MU concentrèrent leurs travaux sur les Bristol Beaufighters et Lancasters, tandis que la RAF Leanach a été remplacée par un nouveau site situé sur le parcours de golf de Dornoch, qui porte désormais le nom de RAF Dornoch (40 SLG). Le 20 OTU a reçu son emblème officiel en 1943, deux stèles en béton coulé ont été construites à Lossiemouth et sur la RAF Elgin. Celle située à Lossiemouth n’existe plus, et, bien qu’il ne reste plus grand-chose de l’aérodrome d’Elgin, la stèle en béton est devenue un monument aux morts pour ceux qui y ont servi,.

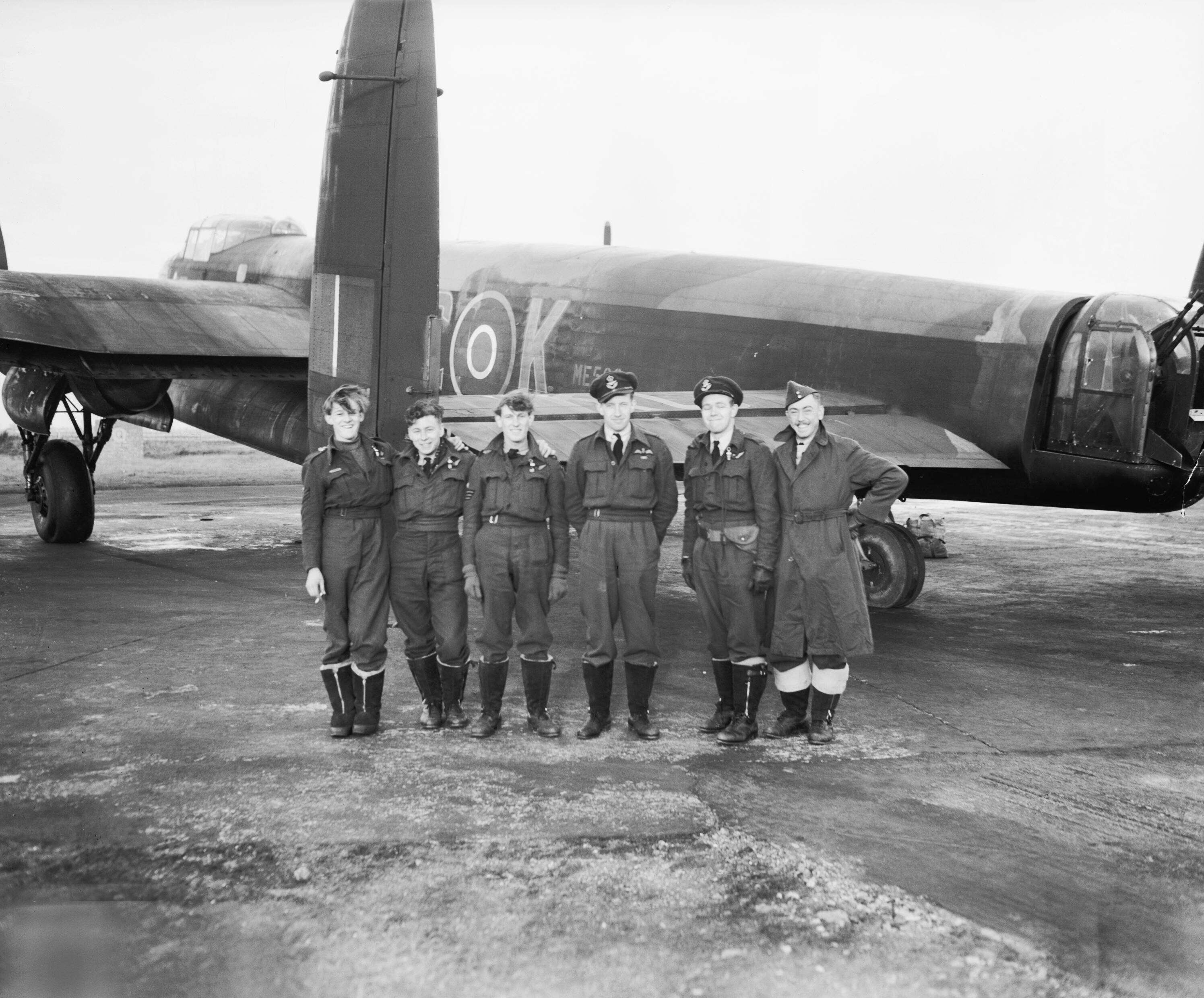
Un équipage du No. 617 Squadron et son Lancaster après l'opération fructueuse lancée depuis Lossiemouth contre le navire Tirpitz le 12 novembre 1944.

De nouvelles opérations contre le Tirpitz ont eu lieu entre septembre et novembre 1944. L'Opération Catéchisme a finalement abouti à la destruction du cuirassé allemand près de Tromsø le 12 novembre 1944. Trente-huit Lancasters des No. 9 Squadron et No. 617 Squadron RAF ont décollé depuis Lossiemouth, Kinloss et Milltown et détruit le navire avec des bombes Tallboy. Près de 50 ans plus tard, le No. 617 Squadron a été transféré à Lossiemouth où il restera basé entre 1993 et 2014. Des exemplaires de Tallboy, Grand Slam et Up Keep (bombe rebondissante) étaient exposés sur le site de l'escadron.
En juillet 1945, après la fin des hostilités en Europe, la 20 OTU a été dissous et la 46 MU a continué à préparer des avions pour des opérations en Extrême-Orient. Après la fin de la guerre, la 46 MU a entrepris l'énorme tâche consistant à démanteler les surplus d'aéronefs. À un moment donné, environ 900 avions sur l'aérodrome attendaient d'être démantelés. Le 28 juillet 1945, Lossiemouth est transféré au sein du No. 17 Group RAF (en) du RAF Coastal Command, avec l'arrivée peu de temps après du No. 111 (Coastal) Operational Training Unit depuis les Bahamas. En août 1945, l'unité opérait quarante et un Consolidated B-24 Liberator, dix Halifax et un North American B-25 Mitchell; l'unité a été dissoute en juillet 1946.

### Années Fleet Air Arm – HMSFulmar(1946–1972)
Lossiemouth, transféré de la Royal Air Force à la Fleet Air Arm (FAA) le 2 juillet 1946, prend le nom de station de la Royal Navy Air Station (RNAS) ou HMS Fulmar. Au moment où la FAA prenait le contrôle, la 46e MU se rendit à la RAF Elgin. Lossiemouth a été utilisée comme station d’entraînement de base pour les pilotes de la FAA venant de la RNAS Culdrose (HMS Seahawk). La RAF Milltown a également été transférée à la FAA, elle prit alors le nom de HMS Fulmar II et a fonctionné comme une école d’entraînement d'appontage. La dernière étape de la formation était dispensée à Fulmar II avant que les étudiants puissent atterrir sur le HMS Theseus (R64) (en) dans le Moray Firth. Le premier escadron de la FAA, le 766 Naval Air Squadron (en), arrive en août 1946 et exploite des Supermarine Seafires et des Fairey Fireflies jusqu'à son départ pour le RNAS Culdrose en 1953. Vers la fin des années 1940, pour remplacer les installations de qualité médiocre de l'époque de la guerre, sept cents nouveaux logements pour personnes mariées furent construits dans les villes voisines de Lossiemouth et d'Elgin, le premier fut livré en septembre 1949. La pratique consistait à installer des logements à l'extérieur de la base, contrairement à la RAF qui construisait généralement de tels logements dans les limites de ses aérodromes. En 1952 et au début de 1953, les pistes de Lossiemouth ont été modernisées et étendues à leur longueur actuelle ; pendant ce temps, les aéronefs ont été délocalisés temporairement à Milltown.
La Naval Air Fighter and Strike Training School a été transférée sur la station en 1953 et, au cours de la décennie suivante, de nombreux types d’aéronefs ont été utilisés à partir de Lossiemouth, notamment des Supermarine Seafires, des Fairey Fireflys, des Hawker Sea Hawks, des Hawker Sea Furys, des Supermarine Scimitars, des De Havilland Sea Venoms et des Hawker Hunters. Quatre Gloster Meteors ont été utilisés comme avions cibles. L'un des premiers escadrons de la marine fédérale allemande récemment créée a été formé à Lossiemouth en mai 1958 dans le cadre de la politique de coopération de l'OTAN. Le No. 764 Naval Air Squadron avait la responsabilité de former les équipages allemands sur douze Sea Hawks, dotés des marquages de la marine allemande. Des personnalités navales et politiques britanniques et allemandes ont assisté à la cérémonie de mise en service,. En 1958, il a été annoncé que les installations de la station devaient être modernisées pour un coût de 3 millions de livres sterling, le projet comprenait également la rénovation de logements et la création du club Fulmar Club. La princesse Alexandra a inauguré un nouveau mess des officiers en juillet 1965.

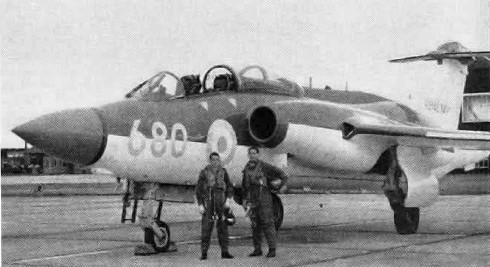
Blackburn Buccaneer S.1 du No. 700Z Squadron sur RNAS Lossiemouth

Le Blackburn Buccaneer est arrivé en mars 1961, lorsque le 700 Naval Air Squadron a été créé en tant qu'unité d'essais en vol pour évaluer les armes, les systèmes et les performances de l'avion. À l’origine, l’escadron était doté de deux appareils, puis de cinq à la fin de 1961. Le premier escadron opérationnel de chasseurs (le 801 Naval Air Squadron (en)) a été créé le 17 juillet 1962, suivi du 809 Naval Air Squadron (en) en janvier 1963 et du 800 Naval Air Squadron (en) en mars 1964. Le Buccaneer était capable de délivrer des armes nucléaires ainsi que des armes conventionnelles pour la guerre anti-navires et était généralement actif au-dessus de la mer du Nord pendant son service. Les Buccaneers ont également embarqué sur les porte-avions HMS Victorious, Eagle, Ark Royal et Hermes. Le 28 mars 1967, les Buccaneers de Lossiemouth ont bombardé le supertanker naufragé Torrey Canyon au large de la côte ouest des Cornouailles, pour enflammer le pétrole et éviter un désastre environnemental. Au milieu des années 1960, de nouveaux investissements ont été réalisés dans les installations de Lossiemouth, notamment pour la réalisation de nouveaux locaux d’habitation.
Le Livre blanc sur la défense de 1966 a vu le retrait de la plupart des forces militaires britanniques stationnées à l’est de Suez au cours des années 1970, réduisant ainsi le besoin de porte-avions et d'avions de l'aéronavale comme le Buccaneer. La RAF avait envisagé de reconvertir l’avion comme avion d'interdiction moyenne portée et à frappe tactique. En conséquence, le 736 Naval Air Squadron a commencé à former les équipages de la RAF sur le Buccaneer en 1969. Entre septembre 1967 et mars 1970, le pilote le plus décoré du Fleet Air Arm, le Captain Eric 'Winkle' Brown, était commandant de la station,,. La FAA a réduit ses activités à Lossiemouth à la fin des années 1960, mais le 13 novembre 1971, la flotte de Fairey Gannets du 849 Naval Air Squadron (en) a été transféré de RNAS Brawdy à Lossiemouth. Les derniers Buccaneer du No. 809 Naval Air Squadron sont partis le 25 septembre 1972.

### Retour de la Royal Air Force (1972–1991)

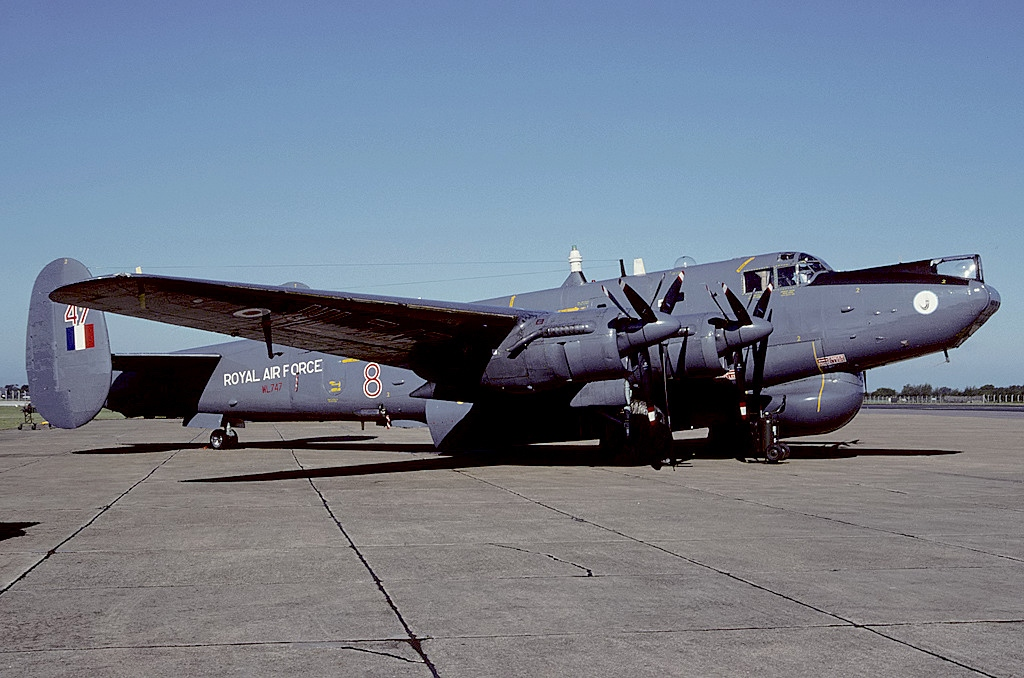
Un Avro Shackleton AEW.2 du No. 8 Squadron.

La station est repassée sous le contrôle de la Royal Air Force le 28 septembre 1972, le premier escadron de la RAF à s'installer la nouvelle RAF Lossiemouth étant le «D» Flight, le No. 202 Squadron RAF (en) assurant le rôle de recherche et sauvetage par hélicoptère. La Jaguar Conversion Team (désignée No. 226 Operational Conversion Unit RAF (en) le 1er octobre 1974) est arrivée en mai 1973 pour former les premiers équipages de Jaguar de la RAF. À la fin de 1974, les No. 6 Squadron RAF (en) et No. 54 Squadron RAF étaient opérationnels.
En août 1973, le No. 8 Squadron RAF (en) et ses douze avions Avro Shackleton AEW.2, opérants en tant qu'avions de détection avancée aéroportés, ont été transférés à Lossiemouth depuis la RAF Kinloss située à proximité. Le Shackleton était un aéronef intérimaire répondant aux exigences de la RAF AEW, qui prévoyait le remplacement progressif des Faireet Gannets du Fleet Air Arm, ainsi que la dissolution du No. 849 Naval Air Squadron en novembre 1978. Vers la fin des années 1970, deux unités de protection s'installèrent sur la base. En décembre 1978, le 48 Squadron du RAF Regiment équipé de missiles sol-air Rapier arriva sur la station, suivi en juillet 1979 par le No. 2622 Squadron RAuxAF Regiment (en). De 1978 à 1980, les Hawker Hunter du No. 2 Tactical Weapons Unit décollaient depuis Lossiemouth avant de s’installer sur la RAF Chivenor dans le Devon.
Le Buccaneer a fait son retour à Lossiemouth dans les années 1980 en tant qu'avion de frappe maritime de la RAF, le premier arriva en novembre 1980 lorsque le No. 12 Squadron RAF a été transféré depuis la RAF Honington dans le Suffolk, suivi par le No. 208 Squadron RAF en juillet 1983. Le reste de la flotte des Buccaneer de la RAF est arrivée en octobre 1984 lorsque la No. 237 Operational Conversion Unit (OCU) a élu domicile sur la base.

#### Opération Granby
Au cours de la guerre du Golfe de 1991, l'ensemble du personnel des trois escadrons Buccaneer a pris part à l'opération Granby (en), la première opération de combat de l'avion. À la suite d'une décision de déploiement à court préavis au Moyen-Orient, le premier lot de six avions a été mis en état d'être déployé en moins de 72 heures, y compris l’adoption du camouflage rose poudré et de l’équipement supplémentaire en temps de guerre. Presque tout le monde à Lossiemouth était impliqué dans la préparation du détachement, le personnel travaillant jour et nuit sans pause. Les 6 premiers aéronefs sont partis de Lossiemouth à destination de Muharraq (Bahreïn) à 4 heures du matin le 26 janvier 1991. Douze Buccaneers étaient utilisés comme désignateurs de cible, et il est devenu courant que chaque formation d'attaque comprenne quatre Tornados et deux Buccaneers; chaque Buccaneer portant une nacelle de désignation laser Pave Spike (en). Le détachement des Buccaneer est devenu connu sous le nom de «Sky Pirates» en référence à l'histoire maritime des Buccaneers. Chaque avion portait un drapeau Jolly Roger peint à bâbord, à côté de dessins représentant des personnages féminins. En reconnaissance de leurs racines écossaises, les Buccaneers ont également été nommés d'après le nom de whiskys du Speyside, tels que Glenfiddich, Glen Elgin et The Macallan. Les hostilités ont pris fin en février 1991, les Buccaneers ont effectué 218 sorties sans perte, désignant des cibles pour un autre aéronef, et larguant 48 bombes à guidage laser Paveway II.

### Passage du Shackleton et du Buccaneer au Tornado (1991–1999)
Le British Aerospace Nimrod AEW3 (en), remplaçant du Shackleton AEW.2, a été en butte à des difficultés considérables en matière de développement, qui ont abouti à l'annulation de l'aéronef en 1986 à la suite de l'achat de Boeing Sentry AEW1. Les derniers Shackletons ont été retirés du service en juillet 1991 et le No. 8 Squadron a été transféré sur la RAF Waddington dans le Lincolnshire pour recevoir son nouvel avion.

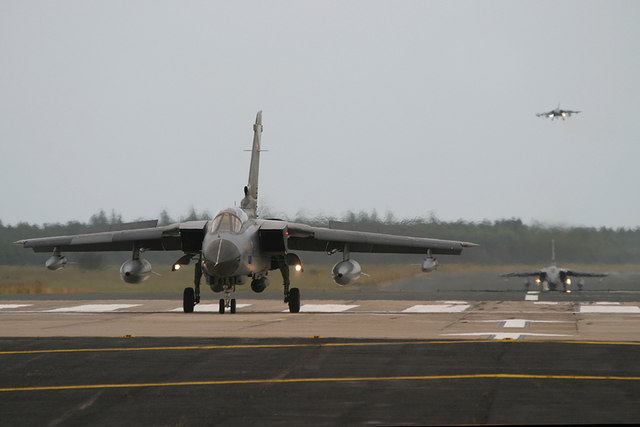
Panavia Tornados se posant sur la RAF Lossiemouth

Il était prévu que le Buccaneer reste en service jusqu’à la fin des années 1990, après avoir été largement modernisé dans le cadre d’un processus allant jusqu’en 1989; la fin de la guerre froide a entraîné de profonds changements dans la politique de défense britannique, de nombreux aéronefs étant considérés comme excédentaires. Afin de permettre la retraite anticipée du Buccaneer, vingt-six Panavia Tornado GR1 ont été modifiés au standard GR1B pour permettre l’utilisation du missile BAe Sea Eagle pour des opérations de frappe maritime. La réduction de la flotte des Buccaneer a commencé le 1er octobre 1991 avec la dissolution du No. 237 OCU, suivi du No. 12 Squadron en septembre 1993. Le No. 27 Squadron RAF (en), alors sur la RAF Marham, a été dissout et reformé à Lossiemouth en tant que No. 12 Squadron, équipé de Tornado GR1B.
En 1992, le No. 237 Field Squadron de l'Army Reserve a été formé et était chargé de la réparation des dommages subis par l'aérodrome. Cet escadron est devenu membre du No. 76 Engineer Regiment (Volunteers) des Royal Engineers, responsable de l'ADR dans le nord de l'Angleterre et en Écosse. La Tornado Weapons Conversion Unit, renommée No. 15 (Reserve) Squadron, est arrivée de la RAF Honington le 1er novembre 1993. Les derniers Buccaneer ont été retirés du service en avril 1994 lors de la dissolution du No. 208 Squadron. Le No. 617 Squadron a ensuite été transféré à Lossiemouth depuis la RAF Marham, avec ses Tornado GR1B. Le 1er juillet 1996, les Rapiers du No. 48 Squadron du RAF Regiment ont quitté Lossiemouth pour se rendre sur la RAF Honington. Le Group Captain Graham Miller a été commandant de station entre 1995 et 1998 et a par la suite obtenu le grade de Air Marshal, occupant le poste de commandant adjoint du Allied Joint Force Command de Naples de 2004 jusqu'à sa retraite en 2008.
La taille du No. 15 (Reserve) Squadron a augmenté en 1999 après la fermeture du Tri-National Tornado Training Establishment (en) sur la RAF Cottesmore (en). L’escadron est devenu l’unité de transformation opérationnelle sur Tornado GR4, qui forme les pilotes et les opérateurs de systèmes d’armes à être affecté aux escadrons de Tornado à Lossiemouth et sur la RAF Marham. L’escadron a accueilli des équipages tout droit sortis de la formation de pilotage avancée de la RAF Leeming (en) et de la RAF Valley (en), et a offert des cours de recyclage aux équipages expérimentés qui revenaient sur Tornado GR4, à la suite d’autres affectations. L’escadron a également formé des équipages de pays étrangers affectés au Royaume-Uni lors de programmes d’échange de deux à trois ans.

### 21esiècle (2000 – présent)

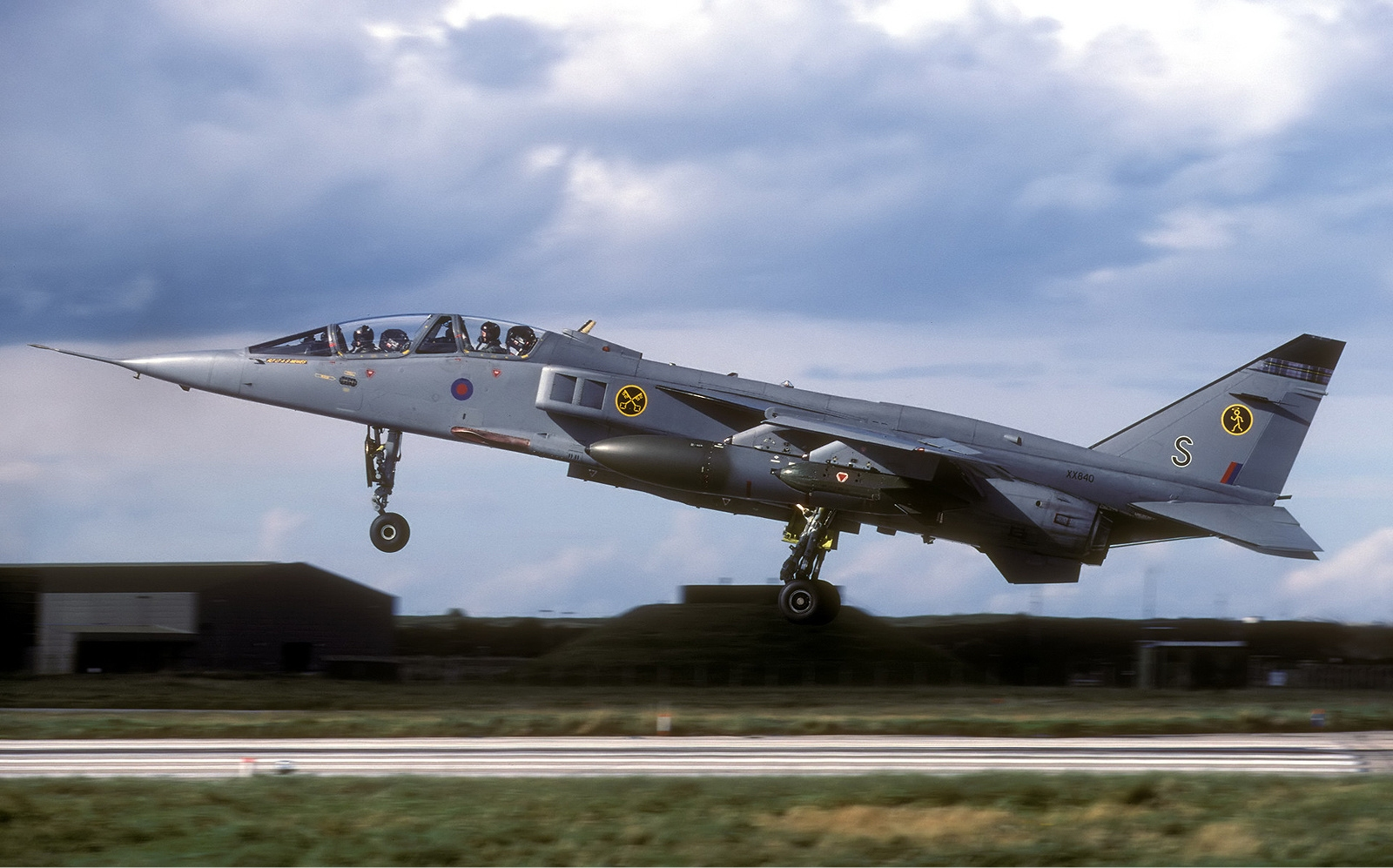
Un SEPECAT Jaguar T4 du No. 16(R) Squadron se pose à Lossiemouth.

Pour concentrer la flotte de Jaguar au même endroit, le No. 16(R) Squadron, composé de onze avions et d'environ 100 personnes, a quitté Lossiemouth pour la RAF Coltishall (en) en juillet 2000, mettant ainsi fin à 27 ans de présence du Jaguar. Après l’arrivée du No. 14 Squadron RAF (en) et de ses Tornado GR1 depuis la RAF Brüggen (en) en Allemagne en janvier 2001, Lossiemouth est devenue la base aérienne la plus fréquentée par les avions de chasse de la RAF. En mai 2001, le No. 51 Squadron RAF Regiment (en) a été rétabli pour rejoindre le No. 2622 RAuxAF Squadron, dans le cadre du nouveau No. 5 Force Protection Wing Headquarters.
Au début des années 2000, deux anciens commandants de la base de Lossiemouth occupèrent des postes de responsabilité dans l'armée britannique. Le Group Captain Chris Nickols, commandant de la station entre 2000 et 2002, a obtenu le grade de Air Marshal. Depuis octobre 2005, il occupe le poste d'Assistant Chief of the Defence Staff (Operations) et, à partir de janvier 2009, celui de chef du Defence Intelligence (en). En 2003 et 2004, le commandant de la base de Lossiemouth était le Group Captain Stephen Hillier. Depuis son départ de Lossiemouth, Hillier a été promu au rang de Air Chief Marshal et, en juillet 2016, Chief of the Air Staff.

#### F-35 Lightning II et menace de fermeture
En novembre 2005, le ministère de la Défense avait annoncé que Lossiemouth serait la principale base d'opération de la nouvelle flotte de F-35 Lightning II de la RAF, qui devait entrer en service en 2013. Le rapport sur la défense stratégique et la sécurité, annoncé par le nouveau gouvernement en mai 2010, a mis en doute le fait que le F-35 serait basé à Lossiemouth et a fait craindre à la communauté locale que la base soit fermée et que ses escadrons Tornado se déplacent vers la RAF Marham. Le 7 novembre 2010, près de 7 000 personnes ont pris part à une marche et à un rassemblement à Lossiemouth en faveur du maintien de la base de la RAF, en présence notamment du Premier ministre écossais, Alex Salmond, et d'autres responsables politiques. Moray étant la région écossaise la plus dépendante des dépenses militaires, il était à craindre que la fermeture de RAF Lossiemouth et la fermeture confirmée de RAF Kinloss ne conduisent à une incertitude économique et à un chômage beaucoup plus important. Le 11 janvier 2011, les membres de la campagne ont remis une pétition de plus de 30 000 signatures au 10 Downing Street.
Après une campagne publique visant à conserver l'aérodrome, le ministère de la Défense a annoncé le 18 juillet 2011 que Lossiemouth et Marham resteraient ouverts, les Tornado de Lossiemouth se déplaçant à Marham. La RAF Leuchars fermerait et serait transférée à l’armée britannique, ses Eurofighter Typhoon et la responsabilité de QRA Nord passant à Lossiemouth,. En mars 2013, le ministère de la Défense a annoncé que le F-35 Lighting II serait basé à Marham plutôt qu'à Lossiemouth,.

#### Utilisation potentielle comme spaceport
Virgin Galactic, une société de vols spatiaux commerciaux, a annoncé en juillet 2006 qu'elle était intéressée par l'utilisation de Lossiemouth en tant que port spatial, pour commencer ses vols en 2010. Les députés Angus Robertson et Richard Lochhead (en) ont apporté leur soutien aux propositions et se sont entretenus avec les gouvernements écossais et britannique pour promouvoir le concept. Après un examen biennal du potentiel des vols spatiaux commerciaux au Royaume-Uni, l'Agence spatiale britannique a annoncé en juillet 2014 que Lossiemouth figurait parmi les huit sites présélectionnés du Royaume-Uni pouvant accueillir un port spatial. En mars 2015, le gouvernement du Royaume-Uni a exclu Lossiemouth ainsi que la RAF Kinloss, en raison de l'opposition du ministère de la Défense, qui avait invoqué des facteurs opérationnels primordiaux. La décision a été critiquée par les politiciens locaux.

#### RAF Lossiemouth Mountain Rescue Team
Avec la fermeture de la RAF Kinloss à proximité et le transfert de la base à l'armée britannique en juillet 2012, l'équipe de secours en montagne (MRT) de la RAF Kinloss est devenue la MRT de RAF Lossiemouth. L'équipe a continué d'opérer à partir de sa base construite à Kinloss pendant plus de deux ans, jusqu'à son déménagement dans un hangar du 'D' Flight No. 202 Squadron en février 2015,.

#### Du Tornado au Typhoon

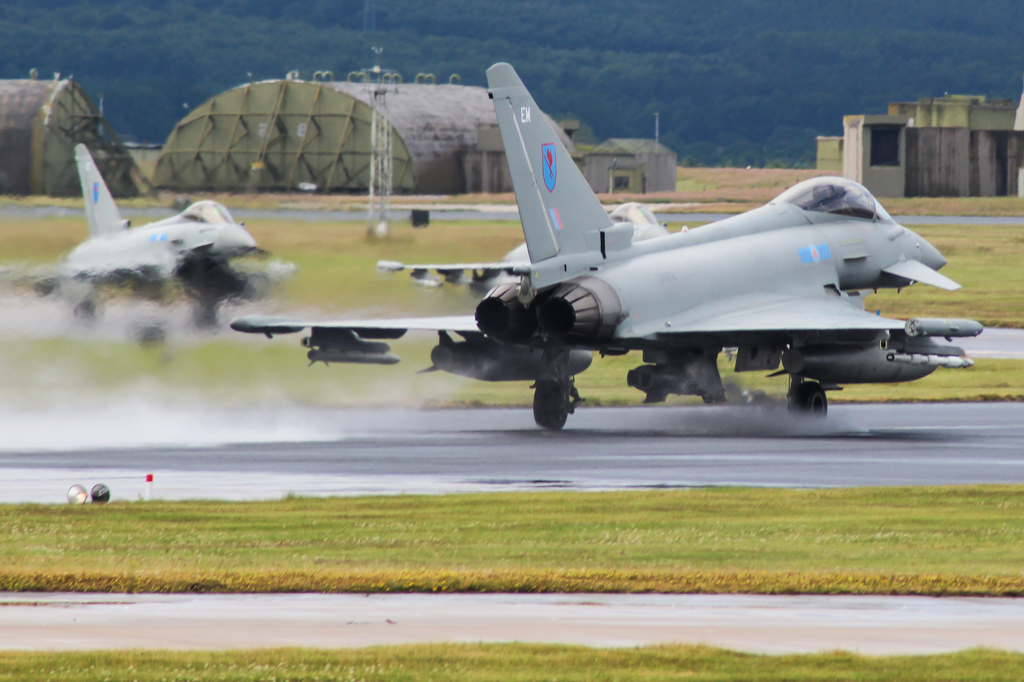
Un Typhoon FGR4 décolle depuis la piste 23.

Après l'examen stratégique de la défense et de la sécurité, le No. 14 Squadron est dissous le 1er juin 2011, réduisant ainsi le nombre de Tornado basés à Lossiemouth. En 2012, de nouveaux logements pour les subalternes et les sous-officiers supérieurs ont été achevés, remplaçant des bâtiments construits dans les années 1960, qui ont été démolis. La nouvelle installation a été inaugurée par le Group Captain Ian Gale, commandant de la base de l'époque, et par le Lord Lieutenant du Moray Grenville Johnston.
À la suite de l'annonce du maintien de Lossiemouth en 2011, 17 millions de livres sterling ont été dépensés en 2013 pour la rénovation du terrain d'aviation du Typhoon, 70 millions supplémentaires étant réservés pour plus tard. Des installations d’alerte rapide (Quick Reaction Alert, QRA) ont été construites dans le complexe nord de hangars blindés pour aéronefs (HAS), des modifications ont été apportées aux hangars 1 et 3, et de nouveaux systèmes d’information et de communication au sol ont été installés,. En mars 2014, trois Typhoon de la RAF Leuchars sont arrivés à Lossiemouth pour participer à l'exercice Moray Venture, une opération d'une semaine visant à tester de nouvelles installations avant l'arrivée de l'avion plus tard dans l'année.
En prévision du transfert progressif des Typhoon à Lossiemouth et de la réduction de la taille de la flotte des Tornado de la RAF, le No. 12 Squadron et le No. 617 Squadron ont été mis en sommeil le 1er avril 2014. Un survol de quatre Tornado dans le cadre d'une cérémonie en présence du prince Andrew, le duc d’York, a été annulé en raison du mauvais temps. Le démantèlement des deux escadrons a fait du XV(R) Squadron la dernière unité de Tornado restante à Lossiemouth,.

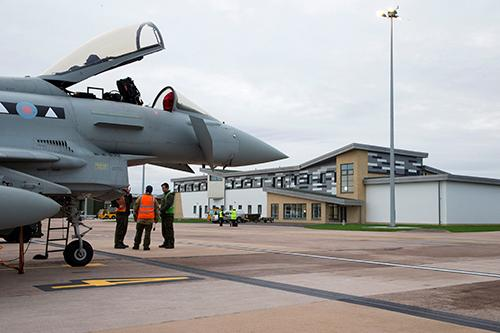
Le bâtiment du No. 2 (AC) Squadron et la ligne avion.

La première unité de Typhoon, le No. 6 Squadron, a été transférée de la RAF Leuchars à Lossiemouth le 20 juin 2014. Neuf avions sont arrivés en formation sous la forme d'un 6. Le No. 1 Squadron RAF a suivi le 8 septembre 2014, lorsque la responsabilité de la Quick Reaction Alert (Nord) a été transférée de la RAF Leuchars à Lossiemouth.
Le troisième escadron de Typhoon basé à Lossiemouth, le No. 2 Squadron RAF, est arrivé en janvier 2015. En prévision de l'arrivée de l'escadron, les travaux ont commencé en octobre 2014 afin de rénover le complexe HAS sud, qui était précédemment occupé par le No. 617 Squadron. Les neuf abris pour aéronefs ont été rénovés, une ligne avions pouvant accueillir huit aéronefs a été construite, un nouvel éclairage a été installé et les installations de restauration améliorées. Un nouveau bâtiment de commandement a été construit sur le site d'un hangar de type K20 datant de la Seconde Guerre mondiale, qui avait été démoli en 2010. Le bâtiment possède un espace pour des installations techniques et logistiques, une section d'équipement de survie, des salles de classe et des bureaux. Les travaux, d'un coût de 23 millions de livres sterling, ont été achevés plus tôt que prévu en janvier 2016 et ont permis au No. 2 (AC) Squadron d'opérer indépendamment des autres escadrons de Lossiemouth.

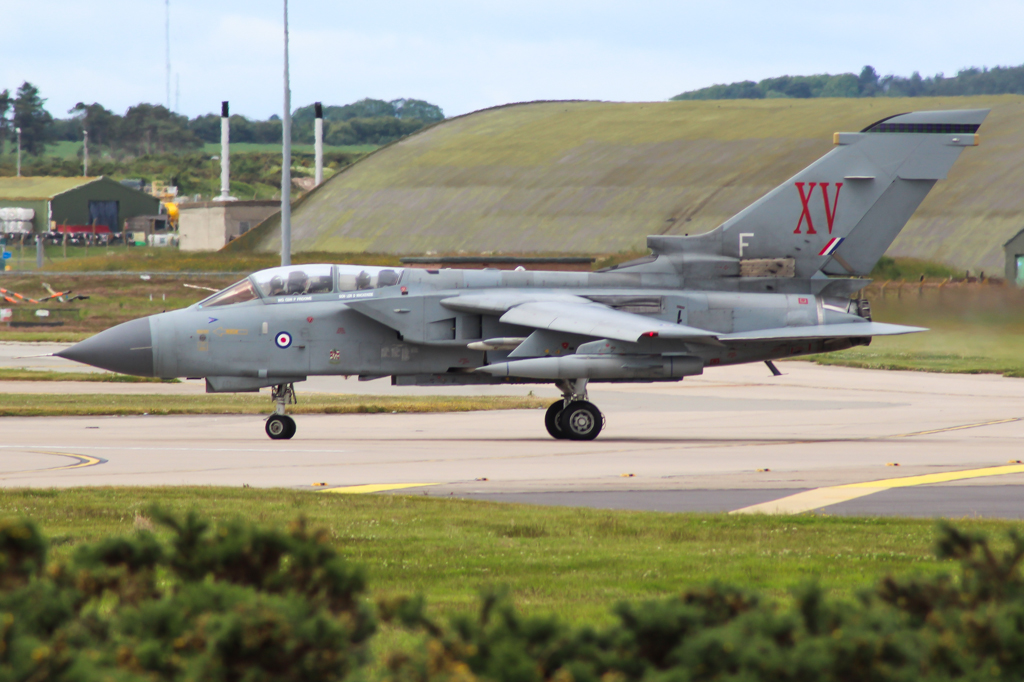
Le Tornado GR4 ZA602 F 'MacRoberts Reply' du 15(R) Squadron au roulage à Lossiemouth.

En mai 2015, la construction d'une nouvelle section de voie de circulation de 250 × 16 m a été lancée afin de permettre un meilleur accès entre les installations QRA situées sur le site HAS nord et la piste 23/05. La nouvelle voie de circulation a été construite par le 53 Field Squadron, qui fait partie du 39 (Air Support) Engineer Regiment (Royal Engineers), basé à la caserne Kinloss, à proximité. Le projet a été achevé en septembre 2015 avec la nouvelle section nommée 'taxiway Q'.
En prévision du retrait du Tornado GR4 de la RAF en 2019, le No. 15 (Reserve) Squadron fut dissous le 31 mars 2017. Les aéronefs et les équipages ont été absorbés par les escadrons de la RAF Marham. Pour marquer le coup, le 17 mars 2017, cinq Tornados de l'escadron ont effectué un survol de l'ancienne base de la RAF Leuchars, du champ de tir d'armes de la RAF Tain et de l'Aéroport international d'Aberdeen, avant de simuler une frappe de la base aérienne RAF Lossiemouth. Une parade de dissolution a eu lieu le 31 mars 2017, marquant la fin des vingt-quatre années d'activité du Tornado à Lossiemouth. Plus de 750 membres actuels et anciens de l'escadron ont assisté à la cérémonie au cours de laquelle fut joué le son des "Sables du Koweït" à la cornemuse (une mélodie écrite pour commémorer la guerre du Golfe de 1991), et marquée par le défilé aérien de Tornado.
La dernière infrastructure requise pour supporter les Typhons a été achevée en juin 2017, lorsque Rolls-Royce a ouvert son centre de prestation de services le 29 juin 2017. Ce centre, également appelé Typhoon Propulsion Support Facility, est exploité par une combinaison de civils et de membres de la RAF, et fournit une assistance technique aux moteurs de Typhoon Eurojet EJ200. Il a été construit par Balfour Beatty et a coûté 4,5 millions de £,.

#### Fin des opérations de recherche et sauvetage (SAR)

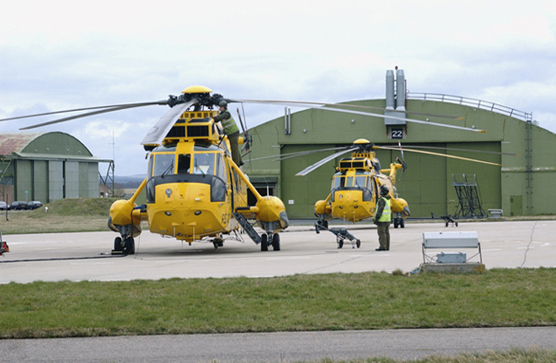
Deux Sea Kings du 'D' Flight 202 Squadron en dehors de leur hangar à Lossiemouth.

En 2006, le gouvernement a annoncé son intention de privatiser la RAF Search and Rescue Force (en) (le service d'hélicoptères de recherche et de sauvetage (SAR)). Un contrat de dix ans d'un montant de 1,6 milliard de livres sterling a été signé en mars 2013 avec Bristow Helicopters (en) pour exploiter ce service à partir de 2015 avec les nouveaux hélicoptères AgustaWestland AW189 et Sikorsky S-92. Les opérations d’hélicoptère SAR dans le nord-est de l’Écosse ont cessé à Lossiemouth et ont été transférées à l’aéroport d’Inverness, situé à 48 km à l’ouest. Le 'D' flight du No. 202 Squadron est dissout le 1er avril 2015 et les Sea King HAR3 furent entreposés sur RAF Valley, mettant ainsi fin à près de 43 ans d'opérations de recherche et de sauvetage à Lossiemouth. Les Sea King faisaient partie du paysage des cieux de l'Écosse, après avoir participé au désastre de Piper Alpha, à l'attentat de Lockerbie et être apparu dans les médias locaux et nationaux.
Une fête d'adieu organisée par le personnel du 'D' Flight pour remercier la communauté locale de son soutien a été annulée par les responsables de la RAF. La décision a été largement critiquée, mais la RAF a estimé que l'événement pourrait contrevenir aux règles de la campagne électorale pour les élections générales au Royaume-Uni, car il pourrait être perçu comme étant politique.
Morayvia, une organisation caritative locale a acheté l'ancien Sea King 'XZ592' de Lossiemouth au ministère de la Défense en mars 2015. L'appareil est maintenant exposé dans le cadre du projet Expérience scientifique et technologique de Morayvia à Kinloss. Le Sea King a rejoint le Hawker Siddeley Nimrod MR2 «XV244» que l’organisme de bienfaisance avait également acheté.

## Sites

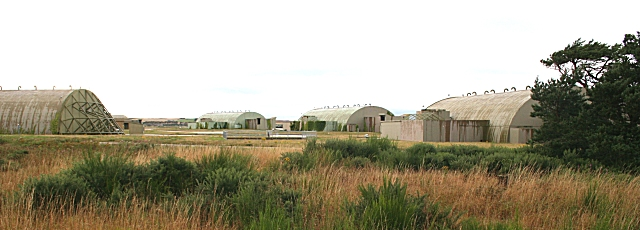
Le complexe sud de hangars avions renforcés en 2006.

Le site de la RAF Lossiemouth s'étend sur 580 hectares et accueille deux pistes, la piste principale (05/23) qui fait 2 847 m de long et la piste secondaire (10/28) qui a une longueur de 2 105 m. Les hangars de Lossiemouth datent de la Seconde Guerre mondiale et comprennent trois types C, un type J, six types L, quatre types K et un type Bellman. Le complexe d'abris d'aéronefs (HAS) renforcé au nord compte neuf abris et les installations de la QRA, tandis que le complexe situé au sud compte neuf autres abris. Les deux complexes HAS ont été construits dans les années 1970.

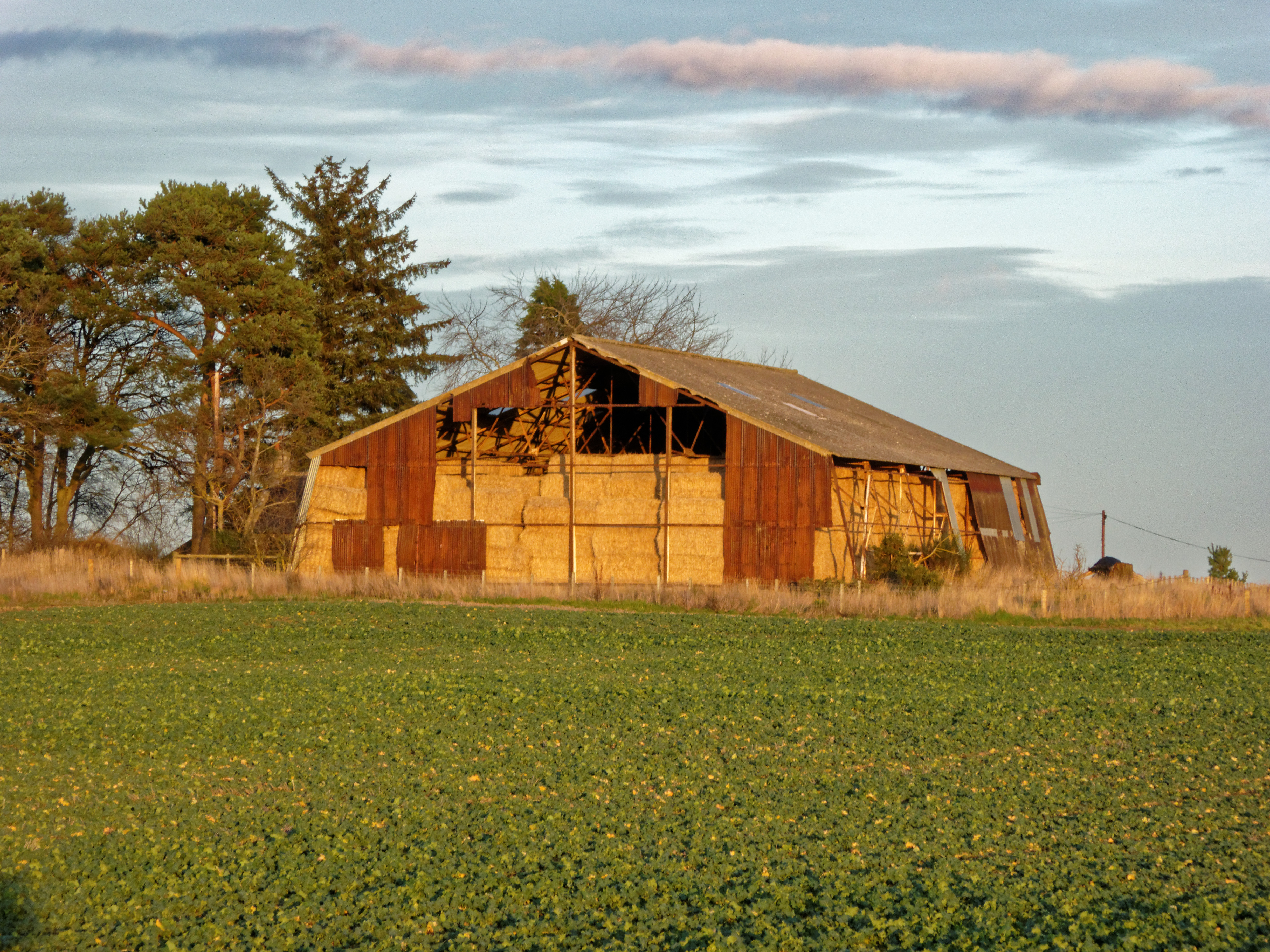
Ancien hangar Super Robin maintenant utilisé à des fins agricoles à Silverhills Farm.

Les limites de l'aérodrome ont changé au fil des ans et plusieurs anciens hangars Super Robin, datant de la Seconde Guerre mondiale, se trouvent en dehors des limites actuelles de l'aérodrome, bien qu'ils ne soient plus utilisés à des fins militaires. Les exemples incluent un à Silverhills Farm, un à Salterhill Farm et un troisième dans l'enceinte de Gordounston School. Les dispersions d’anciens aérodromes sont également évidentes dans le même voisinage. Pendant la Seconde Guerre mondiale, l’aérodrome était protégé par huit casemates, dont au moins six de type 27, l’une rectangulaire et les autres de type 22 ou 24,.

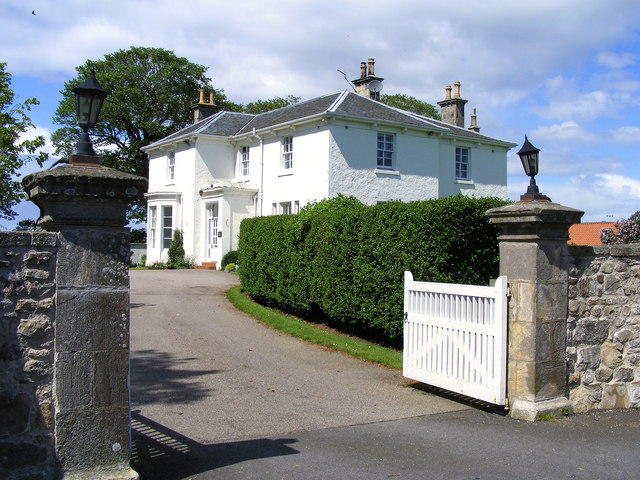
La maison du commandant de la base, connue sous le nom de Old Manse.

BAE Systems exploite le Typhoon Training Facility, qui abrite quatre simulateurs de vol (EDCT). L'extension de l'installation de deux à quatre EDCT a été achevée en avril 2018. Durant la période de présence du Tornado à Lossiemouth, la station abritait deux simulateurs de vol Tornado GR4, exploités par Thales UK.
Le carburant des appareils est acheminé vers Lossiemouth via un tronçon de 65 km de pipelines CLH qui relie l’aérodrome à un dépôt de carburant à Inverness.
À l'instar d'autres établissements militaires en Écosse et en Irlande du Nord, CarillionAmey, une entreprise commune constituée de Carillion et d'Amey plc (en), assure la gestion et la maintenance des installations de base à Lossiemouth.
Un bâtiment classé catégorie B, le Old Manse (anciennement la Captain's House ou Drainie Manse), fait office de maison du commandant de la base et est situé à côté de la porte d’entrée de la base. Le bâtiment date de 1853 et abrita le premier capitaine de vaisseau de la station après la Seconde Guerre mondiale. Elle fut donc connue sous le nom de Captain's House,.
L'église St Aidan est située sur la base et fournit au personnel des conseils et un soutien spirituels.

## Rôle et missions
L’énoncé de mission de RAF Lossiemouth est le suivant : "Soutenir la Quick Reaction Alert Nord et mener des opérations mondiales".
L'Engineering & Logistics Wing est responsable de la maintenance, du soutien et de l’approvisionnement en ingénierie; y compris de l’armement et du matériel de survie embarqué à bord des aéronefs. Il est également responsable de l'entretien et de la réparation des aéronefs ne faisant pas actuellement partie des escadrons, ainsi que des équipements et des véhicules de soutien de la station. L’Operations Wing planifie et contrôle tous les vols et les exercices principaux de la base, et gère toutes les activités ayant une incidence directe sur les opérations aériennes, cela comprend la collecte de renseignements, les prévisions météorologiques et les systèmes de communication. La Base Support Wing gère l’ensemble des fonctions de soutien de l’infrastructure et du personnel de la base, telles que la santé et la sécurité, le centre médical, l’entraînement autre que ceux concernant les vols, le logement, le soutien familial et le déploiement du personnel de la base.
Le No. 602 (City of Glasgow) Squadron (Royal Axillary Air Force) a été créé en 2013 pour soutenir les avions de patrouille maritime de l'OTAN et le centre d'opérations aériennes maritimes du Royaume-Uni lorsqu'il était déployé à Lossiemouth. L'unité soutient également l'arrivée du P-8A Poséidon à Lossiemouth.
La RAF Lossiemouth est la base-mère du Tain Air Weapons Range, situé à environ 40 kilomètres au nord-ouest.

### Commandement
Le Group Captain Jim Walls, a été nommé commandant de la station de Lossiemouth le 29 septembre 2017.
SAR le prince Andrew, duc d'York, est le Air commodore honoraire de la RAF Lossiemouth depuis 1996 et se rend régulièrement sur la base.
En juillet 2017, un épagneul nommé Dee a été nommé mascotte de la station officielle et a reçu le grade de sergent. Dee est un ancien chien de la Royal Air Force Police (en), spécialisé dans la détection d'explosifs. Il a pris sa retraite de ses fonctions opérationnelles lorsque sa jambe a été amputée à la suite d'une blessure.

### Opérations du Typhoon

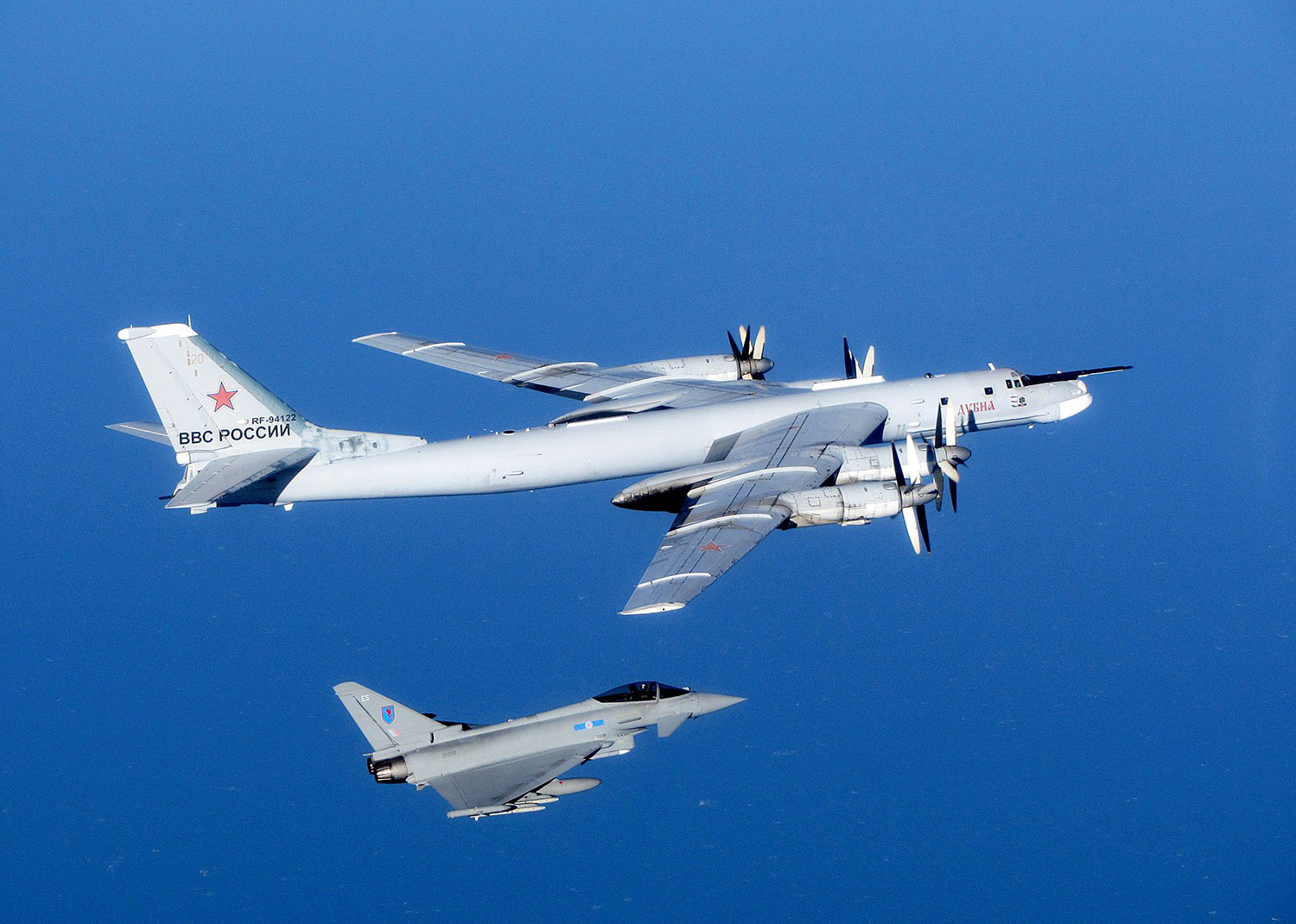
Un Eurofighter Typhoon du interceptant un Tupolev Tu-95 'Bear' des forces aériennes russes.

Le Typhoon FGR4 fournit à la RAF une capacité de combat multirôle pour la police aérienne, le maintien de la paix et les conflits de haute intensité. Les escadrons de Typhoon de Lossiemouth ont opéré contre l’EI en Irak et en Syrie dans le cadre de l’opération Shader et ont participé à la mission Baltic Air Policing de l’OTAN, depuis la base aérienne d’Ämari en Estonie,.

### Quick Reaction Alert
Les trois escadrons Typhoon de Lossiemouth sont responsables du maintien de la Quick Reaction Alert Nord (QRA (I) N). Les aéronefs et les équipages sont en état de disponibilité opérationnelle élevée, 24 heures par jour, 365 jours par an, pour réagir face à des aéronefs non identifiés s'approchant de l'espace aérien du Royaume-Uni. Les missions QRA concernant aussi bien des avions de ligne civils qui ont cessé de réagir au contrôle du trafic aérien et que des avions russes tels que le Tupolev Tu-95 Bear et le Tu-160 Blackjack.

### No. 5 Force Protection Wing

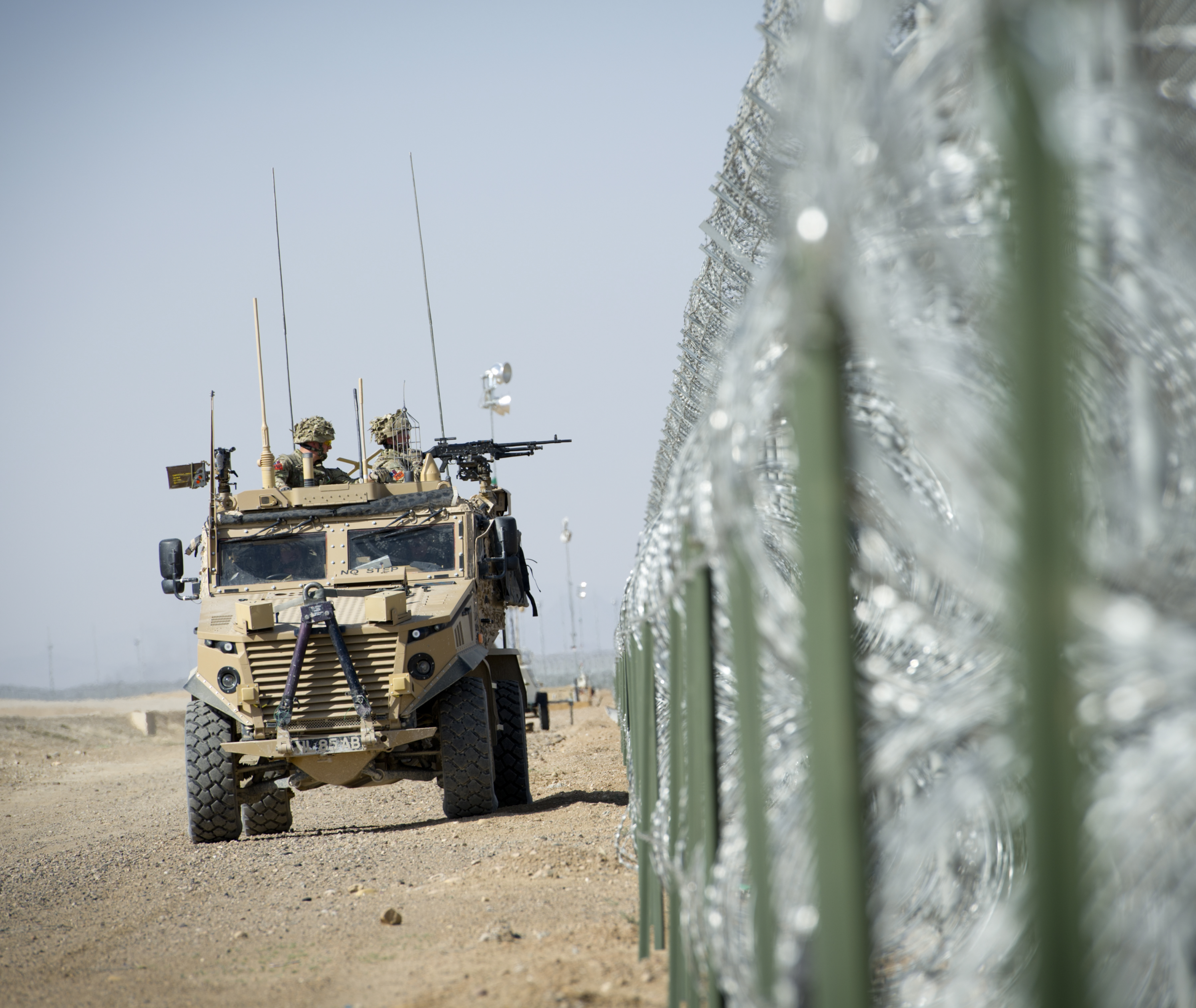
Un véhicule Ocelot du en patrouille dans le périmètre du camp Bastion, en Afghanistan, en 2014.

Le No. 5 Force Protection Wing HQ fournit la planification, le commandement et le contrôle opérationnels à deux escadrons de campagne du RAF Regiment, le No. 51 Squadron RAF Regiment et le No. 2622 (Highland) Squadron's (RAuxAF), chargés de protéger les bases de la RAF sur le territoire britannique et à l'étranger de toute attaque au sol. Le No. 2622 Squadron comprend principalement des artilleurs du RAF Regiment, également entraînés dans l'infanterie, et emploie un nombre limité de membres du personnel de soutien. L'unité fournit des officiers et des artilleurs pour compléter le RAF Regiment lors d'opérations et d'exercices à l'étranger. C'est le seul escadron de la RAF ou de la RAuxAF à avoir son propre groupe de cornemuses et tambours, formé en 1999 et ouvert à la fois aux militaires et aux civils. C'est également le seul escadron opérationnel à avoir passé son existence à Lossiemouth. Les deux escadrons ont participé à l’Opération Telic en Irak et à l’Opération Herrick en Afghanistan. Le No. 51 Squadron est également impliqué dans l’opération Shader contre l'EI.
Le No. 4 RAF Police Squadron est également placé sous le commandement de l'escadre et est responsable des opérations de maintien de l'ordre et de la sécurité en Écosse et dans le nord de l'Angleterre.

### Air Training Corps – Highland Wing
Lossiemouth abrite l'Highland Wing du Air Training Corps. Un nouveau centre régional des cadets de l'air a été ouvert en octobre 2014; il comprend le quartier général de l'Highland Wing, un centre d'activités doté d'un simulateur de vol, une salle de formation aux communications radio, une suite informatique et plusieurs salles de briefing. Un hébergement de nuit pour 48 cadets et 8 adultes est également prévu. Le centre a été nommé et inauguré par le Group Captain à la retraite, Phil Dacre.

## Unités actuelles
Les unités navigantes et non navigantes basées sur RAF Lossiemouth sont les suivantes,,, :

### Royal Air Force
No. 1 Group (Air Combat) RAF
- Typhoon Force
  - No. 1 Squadron RAF – Typhoon FGR4
  - No. 2 Squadron RAF – Typhoon FGR4
  - No. 6 Squadron RAF (en) – Typhoon FGR4
- No. 602 (City of Glasgow) Squadron (Royal Auxiliary Air Force) – Moray Flight
- ISTAR : 
  - No. 8 Squadron – Wedgetail AEW1[108]
  - No. 120 Squadron – Poseidon MRA1
  - No. 201 Squadron – Poseidon MRA1
  - No. 42 Squadron RAF depuis 2023[109].

No. 2 Group (Air Combat Support) RAF
- No. 5 RAF Force Protection Wing
  - No. 5 Force Protection Wing Headquarters
  - No. 51 Squadron RAF Regiment (en)
  - No. 2622 Squadron RAuxAF Regiment (en)
  - No. 4 RAF Police Squadron

No. 22 Group (Training) RAF (en)
- Air Training Corps – Highland Wing Headquarters

No. 38 Group (Air Combat Service Support) RAF (en)
- RAF Lossiemouth Mountain Rescue Team (MRT)

## Futur

### Poseidon MRA1
Le 23 novembre 2015, le Premier ministre, David Cameron, a annoncé que la RAF achèterait neuf nouveaux aéronefs de patrouille maritime Boeing P-8A Poseidon (connus sous le nom de Poseidon MRA1 au service de la RAF) dans le cadre de l'examen stratégique de la défense et de la sécurité de 2015. L’appareil et 400 personnes supplémentaires seront basés à Lossiemouth, et au moins trois appareils seraient opérationnels d’ici avril 2020,. Lors du salon aéronautique de Farnborough, le 11 juillet 2016, le ministère de la Défense et Boeing ont confirmé qu'un accord avait été conclu et qu'ils avaient l'intention de travailler conjointement à la construction d'une nouvelle base de soutien opérationnel et de formation, un programme d'environ 100 millions £ visant à préparer l'arrivée du Poseidon à Lossiemouth, créant ainsi plus de 100 nouveaux emplois,.
En juin 2017, il a été annoncé que le No. 120 Squadron RAF (en) serait réformé en tant que première unité Poséidon en avril 2018. Le No. 201 Squadron RAF (en) se reformerait plus tard en tant que deuxième unité en 2021. Ces escadrons avaient exploité l'avion de patrouille maritime Nimrod MR2 sur la RAF Kinloss.
Les Poséidon, qui arriveront au Royaume-Uni en février 2020, devraient d'abord opérer à partir de l'aérodrome de Kinloss Barracks (anciennement RAF Kinloss) avant de déménager sur leur base permanente de Lossiemouth, une fois les travaux de préparation terminés.

### Escadron de Typhoon supplémentaire
Le 4 mars 2016, le secrétaire à la Défense, Michael Fallon, a annoncé que Lossiemouth était une option privilégiée pour accueillir un escadron supplémentaire de Typhoon et 400 personnes. L'escadron serait l'un des deux escadrons supplémentaires de Typhoon pour la RAF, qui ont été annoncés dans le cadre de l'examen de la défense et de la sécurité stratégiques de 2015. En juillet 2018, il a été confirmé que le nouvel escadron reprendrait les traditions du No. 9 Squadron lorsque le Tornado GR4 se retirerait. L'escadron devrait être opérationnel à partir d'avril 2019.

### Programme de développement de Lossiemouth
La Defence Infrastructure Organisation (en) a annoncé officiellement un programme de développement pour Lossiemouth (PDL) en octobre 2016 par la publication d'un avis de marché de préinformation. Le PDL investirait 400 millions de livres sterling dans la RAF Lossiemouth pour la construction d'immeubles et d'infrastructures d'aérodromes afin de permettre à l'escadron supplémentaire Typhoon et au nouvel avion Poseidon d'opérer à partir de Lossiemouth, tels qu'une nouvelle tour de contrôle, des installations du service d'incendie et de secours de la Défense et des logements pour les familles,. Le cabinet de conseil professionnel WYG Plc a été nommé responsable de programme du LDP.
En février 2017, un avis préliminaire d'évaluation d'impact sur l'environnement (EIE) relatif aux travaux de réaménagement a été soumis au conseil municipal de Moray, l'autorité de planification locale. La soumission au conseil municipal de Moray a décrit les travaux proposés suivants :
- Réaménagement des bâtiments existants et construction de nouveaux bâtiments pour accueillir le Poseidon et un escadron supplémentaire de Typhoon.
  - Construction d'un nouveau hangar et d'une installation de soutien pour la flotte de Poséidon. L'installation sera située sur le côté nord de l'aérodrome et pourra accueillir trois avions. Il comprendra un centre d'opérations tactiques, une unité de transformation opérationnelle, des installations d'hébergement, des installations d'entraînement et de simulation. Il doit être construit par Robertson Northern avec une valeur contractuelle de 132 M £. Le 19 avril 2018, le secrétaire à la Défense, Gavin Williamson, a inauguré le premier emplacement réservé aux installations de Poséidon[123].
  - Réhabilitation et/ou extension du hangar no 2 et des installations de soutien pour l'escadron supplémentaire Typhoon.
  - Construction d'une nouvelle caserne de pompiers
  - Construction de nouveaux logements (officiers, sous-officiers supérieurs, grades subalternes et infrastructures de transport en commun) fournissant environ 450 chambres à coucher réparties dans des immeubles de trois et quatre étages.
  - Construction de bâtiments auxiliaires
  - Démolition de bâtiments.
- Construction d’une tour de contrôle (ATC) et d’une salle de commandement de remplacement, d’une hauteur maximale de 26 m. La nouvelle tour doit être située à un emplacement différent de celui de la tour existante des années 1940, qui mesure 14 m et qui doit être démoli.
- Les voies de circulation des aéronefs existantes doivent être remodelées, élargies ou réorientées et de nouvelles voies de circulation doivent être construites. Il n'y a aucune proposition pour modifier les pistes existantes.

Le Conseil de Moray a déterminé que les travaux proposés ne satisfaisaient pas à l'obligation de passer par le processus d'EIE.

### Relocalisation temporaire des aéronefs
Au cours de l'été 2019, les Typhoons de Lossiemouth devraient être détachés à l'aéroport de Kinloss Barracks pendant une période de six semaines, le temps que la piste de Lossiemouth soit refaite. Les Typhons d’alerte QRA seront lancés à partir de la station de Leuchars.

## Unités et avions précédents
Liste des unités navigantes passées, présentes et futures et des principales unités non navigantes basées en permanence à Lossiemouth.
Source: Sauf indication contraire, les détails proviennent de : Hughes, Jim. (1993), Airfield Focus 11: Lossiemouth. Peterborough, GMS Enterprises.  (ISBN 1 870384 24 5), p. 22–23
| Service   | Unité                                           | Appareil                                                                                     | Provence                                      | Arrivée                  | Départ            | Destination                      |
| --------- | ----------------------------------------------- | -------------------------------------------------------------------------------------------- | --------------------------------------------- | ------------------------ | ----------------- | -------------------------------- |
| RAF       | No. 15 Flying Training School RAF (en) (15 FTS) | North American Harvard, Airspeed Oxford, Hawker Hart, Miles Master                           | Création                                      | 1er mai 1939             | 20 avril 1940     | RAF Middle Wallop                |
| RAF       | No. 46 Maintenance Unit                         | Divers                                                                                       | Création                                      | 15 avril 1940            | 15 1947           | Dissolution                      |
| RAF       | No. 20 Operational Training Unit                | Vickers Wellington, Avro Anson, Westland Lysander, Miles Martinet                            | Création                                      | 27 mai 1940              | 17 juillet 1945   | Dissolution                      |
| RAF       | No. 57 Squadron RAF (en)                        | Bristol Blenheim                                                                             | RAF Wyton (en)                                | 24 juin 1940             | 13 août 1940      | RAF Elgin (en)                   |
| RAF       | No. 21 Squadron RAF (en)                        | Bristol Blenheim                                                                             | RAF Watton (en)                               | 24 juin 1940             | 29 octobre 1940   | RAF Watton (en)                  |
| RAF       | No. 82 Squadron RAF (en)                        | Bristol Blenheim                                                                             | RAF Bodney (en)                               | 18 avril 1941            | 3 mai 1941        | RAF Bodney (en)                  |
| RAF       | No. 21 Squadron                                 | Bristol Blenheim                                                                             | RAF Watton (en)                               | 27 mai 1941              | 14 juin 1941      | RAF Watton (en)                  |
| RAF       | No. 21 Squadron                                 | Bristol Blenheim                                                                             | RAF Watton (en)                               | 7 septembre 1941         | 21 septembre 1941 | RAF Watton (en)                  |
| RAF       | No. 111 Operational Training Unit               | Consolidated Liberator, Handley Page Halifax, Vickers Wellington                             | Bahamas                                       | 27 juillet 1945          | 1946              | Dissolution                      |
| FAA       | Station Flight                                  | Divers                                                                                       | Création                                      | juin 1946                | février 1973      | Dissolution                      |
| FAA       | No. 766 Naval Air Squadron                      | Fairey Firefly, Hawker Sea Fury, Supermarine Seafire, North American Harvard, Miles Martinet | RNAS Rattray                                  | 4 août 1946              | 3 octobre 1953    | RNAS Culdrose                    |
| FAA       | No. 764 Naval Air Squadron                      | Supermarine Sea Fire, Fairey Firefly                                                         | Re-créé                                       | 18 mai 1953              | 23 septembre 1953 | RNAS Yeovilton                   |
| FAA       | 804 Naval Air Squadron (en)                     | Hawker Sea Hawk                                                                              | RNAS Lee-on-Solent                            | 30 octobre 1953          | 10 mai 1955       | HMS Eagle (R05)                  |
| FAA       | No. 736 Naval Air Squadron                      | Hawker Sea Hawk, Supermarine Scimitar                                                        | RNAS Culdrose                                 | 4 novembre 1953          | 26 mars 1965      | Dissolution                      |
| FAA       | No. 738 Naval Air Squadron                      | Hawker Sea Fury, Hawker Sea Hawk, De Havilland Sea Venom                                     | RNAS Culdrose                                 | 9 novembre 1953          | 1er janvier 1964  | RNAS Brawdy (en)                 |
| FAA       | 802 Naval Air Squadron (en)                     | Hawker Sea Hawk                                                                              | RNAS Lee-on-Solent                            | 23 novembre 1953         | 13 septembre 1956 | RNAS Ford                        |
| FAA       | No. 759 Naval Air Squadron                      | Supermarine Sea Fire, Hawker Sea Fury, Gloster Meteor, De Havilland Sea Vampire              | RNAS Culdrose                                 | 28 novembre 1953         | 12 octobre 1954   | Dissolution                      |
| FAA       | No. 801 Naval Air Squadron                      | Hawker Sea Hawk                                                                              | Re-créé                                       | 14 mars 1955             | 10 octobre 1956   | HMS Centaur (R06)                |
| FAA       | 811 Naval Air Squadron (en)                     | Hawker Sea Hawk                                                                              | Re-créé                                       | 16 mars 1955             | 16 mai 1956       | Dissolution                      |
| FAA       | No. 810 Naval Air Squadron                      | Hawker Sea Hawk                                                                              | Re-créé                                       | 4 juillet 1955           | 6 août 1956       | HMS Bulwark (R08)                |
| FAA       | No. 804 Naval Air Squadron                      | Hawker Sea Hawk                                                                              | Re-créé                                       | 6 février 1956           | 27 janvier 1958   | HMS Ark Royal (R09)              |
| FAA       | No. 803 Naval Air Squadron                      | Hawker Sea Hawk                                                                              | Re-créé                                       | 14 janvier 1957          | 31 mars 1958      | Dissolution                      |
| FAA       | No. 806 Naval Air Squadron                      | Hawker Sea Hawk                                                                              | Re-créé                                       | 14 janvier 1957          | 13 avril 1959     | HMS Eagle (R05)                  |
| FAA       | No. 764 Naval Air Squadron                      | Hawker Sea Hawk, Westland Wyvern, Supermarine Scimitar, Hawker Hunter                        | RNAS Ford                                     | 24 juin 1957             | 27 juillet 1972   | Dissolution                      |
| FAA       | No. 803 Naval Air Squadron                      | Supermarine Scimitar                                                                         | Re-créé                                       | 3 juin 1957              | 1er octobre 1966  | Dissolution                      |
| FAA       | No. 807 Naval Air Squadron                      | Supermarine Scimitar                                                                         | Re-créé                                       | 1er octobre 1958         | 15 mai 1961       | Dissolution                      |
| FAA       | 800 Naval Air Squadron (en)                     | Supermarine Scimitar                                                                         | Re-créé                                       | 1er juillet 1959         | 25 février 1964   | Dissolution                      |
| FAA       | No. 804 Naval Air Squadron                      | Supermarine Scimitar                                                                         | Re-créé                                       | 1er mars 1960            | 15 septembre 1961 | Dissolution                      |
| FAA       | No. 700Z Naval Air Squadron                     | Blackburn Buccaneer                                                                          | Création                                      | 7 mars 1961              | 15 janvier 1963   | Renommé 809 NAS                  |
| FAA       | No. 801 Naval Air Squadron                      | Blackburn Buccaneer                                                                          | Re-créé                                       | 17 juillet 1962          | 27 mai 1965       | Dissolution                      |
| FAA       | No. 809 Naval Air Squadron                      | Blackburn Buccaneer                                                                          | Ancien 700Z NAS                               | 15 janvier 1963          | 26 mars 1965      | Renommé 736 NAS                  |
| FAA       | No. 800 Naval Air Squadron                      | Blackburn Buccaneer                                                                          | Re-créé                                       | 18 mars 1964             | 23 février 1972   | Dissolution                      |
| FAA       | No. 800B Naval Air Squadron                     | Supermarine Scimitar                                                                         | Création                                      | 9 septembre 1964         | 25 mai 1965       | HMS Eagle (R05)                  |
| FAA       | No. 764B Naval Air Squadron                     | Supermarine Scimitar                                                                         | Création                                      | 26 mars 1965             | 23 novembre 1965  | Dissolution                      |
| FAA       | No. 700B Naval Air Squadron                     | Blackburn Buccaneer                                                                          | Création                                      | 9 avril 1965             | 30 septembre 1965 | Dissolution                      |
| FAA       | No. 750 Naval Air Squadron                      | Sea Venom                                                                                    | RAF Hal-Far, Malte                            | 23 juin 1965             | 26 septembre 1972 | RNAS Culdrose                    |
| FAA       | No. 801 Naval Air Squadron                      | Blackburn Buccaneer                                                                          | Re-créé                                       | 14 octobre 1965          | 21 juillet 1970   | Dissolution                      |
| FAA       | No. 809 Naval Air Squadron                      | Blackburn Buccaneer                                                                          | Re-créé                                       | 27 janvier 1966          | 5 octobre 1971    | RAF Honington                    |
| FAA       | No. 803 Naval Air Squadron                      | Blackburn Buccaneer                                                                          | Re-créé                                       | 3 juillet 1967           | 18 décembre 1969  | Dissolution                      |
| FAA       | 849 Naval Air Squadron (en)                     | Fairey Gannet                                                                                | RNAS Brawdy                                   | 19 novembre 1970         | 15 décembre 1978  | Dissolution                      |
| FAA       | No. 849D Naval Air Squadron                     | Fairey Gannet                                                                                | RNAS Brawdy                                   | 9 décembre 1970          | 26 janvier 1972   | Dissolution                      |
| FAA       | No. 849B Naval Air Squadron                     | Fairey Gannet                                                                                | RAF Luqa, Malte                               | 16 décembre 1970         | 15 décembre 1978  | Dissolution                      |
| RAF       | Jaguar Conversion Team                          | SEPECAT Jaguar                                                                               | Création                                      | 30 mai 1973              | 1er octobre 1974  | Renommé No. 226 OCU (en)         |
| RAF       | No. 8 Squadron RAF (en)                         | Avro Shackleton AEW2                                                                         | RAF Kinloss                                   | 14 août 1973             | 1er juillet 1991  | RAF Waddington                   |
| RAF       | No. 54 Squadron                                 | SEPECAT Jaguar                                                                               | Re-créé                                       | 29 mars 1974             | 15 août 1978      | RAF Coltishall (en)              |
| RAF       | No. 226 Operational Conversion Unit (OCU)       | SEPECAT Jaguar                                                                               | Anciennement Jaguar Conversion Team           | 1er ctobre 1974          | novembre 1991     | Renommé No. 16 Squadron RAF (en) |
| RAF       | No. 6 Squadron RAF (en)                         | SEPECAT Jaguar                                                                               | Re-créé                                       | 2 octobre 1974           | 15 novembre 1974  | RAF Coltishall (en)              |
| RAF       | No. 2 Tactical Weapons Unit                     | Hawker Hunter, Hawker Siddeley Hawk                                                          | Re-créé                                       | 31 juillet 1978          | 1er août 1980     | RAF Chivenor (en)                |
| RAF       | No. 202 Squadron (D Flight)                     | Westland Whirlwind HAR10, Westland Sea King HAR3                                             | RAF Finningley (en)                           | août 1978                | 1er avril 2015    | Dissolution                      |
| RAF Regt. | No. 48 Squadron (RAF Regiment)                  | Rapier                                                                                       | Re-créé                                       | décembre 1978            | 1er juillet 1996  | Dissolution                      |
| RAuxAF    | No. 2622 Squadron RAuxAF Regiment (en)          | Défense terrestre                                                                            | Création                                      | juillet 1979             | Actuellement      |                                  |
| RAF       | No. 12 Squadron RAF                             | Blackburn Buccaneer                                                                          | RAF Honington                                 | 1er novembre 1980        | 1993              | Dissolution                      |
| RAF       | No. 208 Squadron RAF                            | Blackburn Buccaneer                                                                          | RAF Honington                                 | juillet 1983             | 31 mars 1994      | Dissolution                      |
| RAF       | No. 237 Operational Conversion Unit (OCU)       | Blackburn Buccaneer                                                                          | RAF Honington                                 | 18 octobre 1984          | 1erOotobe e1991   | Dissolution                      |
| RAF       | No. 16 (Reserve) Squadron                       | SEPECAT Jaguar                                                                               | Anciennement 226 OCU                          | novembre 1991            | 20 juillet 2000   | RAF Coltishall (en)              |
| TA        | No. 237 Field Squadron (Territorial Army)       | Réparation des dommages de l'aérodrome                                                       | Création                                      | 1992                     | 21 mai 1999       | Dissolution                      |
| RAF       | No. 12 Squadron                                 | Panavia Tornado GR1B/4                                                                       | Re-créé                                       | 1er octobre 1993         | 1er April 2014    | Dissolution                      |
| RAF       | No. 15 Squadron RAF                             | Panavia Tornado GR1/4                                                                        | Anciennement 45(R) Squadron sur la RAF Marham | 1er novembre 1993        | 31 mars 2017      | Dissolution                      |
| RAF       | No. 617 Squadron RAF                            | Panavia Tornado GR1B/4                                                                       | RAF Marham                                    | avril 1994               | 1er avril 2014    | Dissolution                      |
| RAF       | No. 14 Squadron RAF (en)                        | Panavia Tornado GR4                                                                          | RAF Bruggen (en), Allemagne                   | janvier 2001             | 1er juin 2014     | Dissolution                      |
| RAF Regt. | No. 51 Squadron RAF Regiment (en)               | Défense terrestre                                                                            | RAF Honington                                 | juin 2001                | Actuellement      |                                  |
| RAF       | Moray Flight - No. 602 RAuxAF Squadron          | Soutien aux opérations maritimes                                                             | Création                                      | 2013                     | Actuellement      |                                  |
| RAF       | No. 6 Squadron                                  | Eurofighter Typhoon FGR4                                                                     | RAF Leuchars                                  | janvier 2015             | Actuellement      |                                  |
| RAF       | No. 1 Squadron RAF                              | Eurofighter Typhoon FGR4                                                                     | RAF Leuchars                                  | septembre 2014           | Actuellement      |                                  |
| RAF       | No. 2 Squadron RAF                              | Eurofighter Typhoon FGR4                                                                     | Re-créé                                       | 12 janvier 2015          | Actuellement      |                                  |
| RAF       | RAF Lossiemouth Mountain Rescue Team            | Sauvetage en montagne                                                                        | Anciennement RAF Kinloss Mountain Rescue Team | février 2015             | Actuellement      |                                  |
| RAF       | No. 120 Squadron RAF (en)                       | Boeing Poseidon MRA1                                                                         |                                               | Attendu pour 2018,       |                   |                                  |
| RAF       | No. 9 Squadron RAF (en)                         | Eurofighter Typhoon FGR4                                                                     |                                               | Attendu pour avril 2019, |                   |                                  |
| RAF       | No. 201 Squadron RAF (en)                       | Boeing Poseidon MRA1                                                                         |                                               | Attendu pour 2021        |                   |                                  |